# Мамедов, Аслан Арсенович
Аслан Арсенович Мамедов (род. 10 марта 1986 года, Хасавюрт, Дагестанская АССР) — Мастер спорта России по тайскому боксу. Чемпион России по тайскому боксу (2008), многократный чемпион Дагестана по тайскому боксу. Старший тренер сборной Республики Дагестан по тайскому боксу.

## Спортивная карьера
С 8 лет Аслан Мамедов занимался вольной борьбой, но спустя три года, в 11 летнем возрасте, перешел в секцию тайского бокса. Этому спорту посвятил основную часть своей жизни.
Занимался под руководством заслуженного тренера России Казиева Алибия, а также Абдулнасыра Меджидова, который является воспитанником заслуженного тренера России Зайналбека Зайналбекова. 
С 2012 года работает тренером в МКУ "Спортивная школа олимпийского резерва им. М.Батырова».
За короткий срок подготовил много именитых спортсменов победителей первенств России и Мира.

В 2018 году назначен старшим тренером сборной Республики Дагестан по тайскому боксу. В этом же году сборная, под его руководством, занимает первое общекомандное место на Первенстве России, 2019 году повторяет успех во главе сборной Дагестана. В 2020 году сборная Дагестана занимает первое общекомандное место на чемпионате СКФО и ЮФО.

Является личным тренером претендента на пояс ACA Курбана Гаджиева и перспективного бойца GFC Умара Кунакбиева. 

Также готовил на бои таких бойцов как: Тимура Валиева, Забита Магомедшарипова, Магомедова «тигра» Магомедова (чемпиона организации ACB), Умара Нурмагомедова (боец UFC), претендента на пояс ONE FC Юсупа Саадулаева.

## Спортивные достижения
- Многократный чемпион Дагестана по тайскому боксу.
- Чемпион России по тайскому боксу (2008).

## Тренерская карьера
Старший тренер сборной Дагестана
- 2018г. 1 командное место на Первенстве России (Нижний Новгород)
- 2019г. 1 командное место на Первенстве России (с. Покровское, Московская область)[4]
- 2020г. 1 командное место на Первенстве Северо-Кавказкого и Южного Федеральных округов (Каспийск, Дагестан)[5]

## Известные воспитанники
- Ахмедов, Асхаб Ахмеднабиевич — чемпион мира и России[6].

## Личная жизнь
В 2003 году окончил СОШ №1 им. Максима Горького в Хасавюрте. Женат, живет в своём родном городе и воспитывает троих детей.

## Социальные сети
- Instagram: aslan_m_coachh